# قاتل مادرزاد (فیلم ۱۹۹۶)
قاتل مادرزاد (انگلیسی: Born to Kill) یک فیلم اکشن کره‌ای به کارگردانی جانگ هیون سو است که در سال ۱۹۹۶ منتشر شد. از بازیگران فیلم می‌توان به جونگ وو سونگ، شیم اون-ها و لی می-سوک اشاره کرد.